# 3 Batalion Inżynieryjny (USA)
3 Batalion Inżynieryjny (ang. 3rd Engineer Battalion) – batalion inżynieryjny armii Stanów Zjednoczonych, aktualnie w składzie 3 Pancernej Brygadowej Grupy Bojowej 1 Dywizji Kawalerii.
Misją batalionu jest zapewnienie pełnej mobilności, inżynierii ogólnej, wsparcia w zakresie przeżywalności, wywiadu wojskowego i wsparcia łączności w dowolnym czasie i miejscu na świecie.

## Historia
3 Batalion Inżynieryjny został zorganizowany 25 marca 1901 w Fort Totten w Queens w stanie Nowy Jork. W ciągu następnych piętnastu lat batalion brał udział we wszystkich zagranicznych misjach armii amerykańskiej. Jednostka służyła na Kubie, w Panamie, na Filipinach i Hawajach oraz w Stanach Zjednoczonych. 1 sierpnia 1916 batalion został rozbudowany i przeorganizowany w 3 pułk inżynieryjny z komponentami na Filipinach, Hawajach i w Panamie. W kwietniu 1921 pułk dyslokował się na Hawajach i stał się komponentem inżynieryjnym wchodzącym w skład Dywizji Hawajskiej, gdzie w kolejnych latach wykonał większość konstrukcji wojskowych na wyspie Oʻahu.
1 października 1941 pułk został zreorganizowany, utworzone zostały 3 i 65 bojowe bataliony inżynieryjne. W tym samym okresie utworzono 24 i 25 Dywizję Piechoty, a 3 batalion został jednym z elementów 24 Dywizji Piechoty. 7 grudnia 1941 batalion po raz pierwszy zasmakował walki podczas japońskiego bombardowania Schofield Barracks na Hawajach w czasie ataku na Pearl Harbor.
W lipcu 1943 batalion wyjechał do Australii, gdzie wraz z innymi jednostkami dywizji odbył intensywne szkolenie. W 1944 batalion opuścił Australię, wziął udział w operacjach w zatoce Tanahmerah i w bitwie o Jayapura na Nowej Gwinei, a następnie w bitwie o Luzon, walkach o Leyte i Mindanao na Filipinach, wykonując wiele trudnych zadań inżynieryjnych.
Po ustaniu działań wojennych w 1945 roku, batalion wraz z 24 Dywizją Piechoty wziął udział w okupacji Japonii. Stacjonował tam aż do lipca 1950, kiedy przeniesiony został do Korei wraz z resztą 24 Dywizji w celu powstrzymania napływu sił komunistycznych do Korei Południowej. Batalion w latach 1953-1957 przemiennie przebywał w Korei i Japonii.
1 lipca 1958 Airborne Engineer Battalion został przeprojektowany w 3 Engineer Battalion i rozmieszczony w Bawarii w Niemczech w składzie 24 Dywizji. 15 kwietnia 1970 batalion został dezaktywowany w Fort Riley w stanie Kansas, następnie 21 września 1975 aktywowany w Fort Stewart w Georgii i przydzielony do 24 Dywizji Piechoty.
W połowie sierpnia 1990 batalion wraz z resztą Dywizji rozlokował się w Arabii Saudyjskiej po inwazji irackiej na Kuwejt. 26 lutego 1991 24 Dywizja Piechoty wkroczyła do Iraku i zdobyła irackie lotniska w Jabbah i Tallil. Po powrocie z Azji Południowo-Zachodniej w 1991 roku batalion szkolił się w Fort Stewart w Georgii oraz w Fort Irwin National Training Center w Kalifornii, przygotowując do kolejnych misji. Wraz z resztą 24 Dywizji Piechoty batalion został ponownie inaktywowany w Fort Stewart w stanie Georgia.
18 października 2013 batalion został aktywowany w Fort Hood w Teksasie i przydzielony do 3 Pancernej Brygadowej Grupy Bojowej  1 Dywizji Kawalerii jako Brygadowy Batalion Inżynieryjny.

## Struktura organizacyjna
Skład 2020
- kompania dowodzenia (HHC)
- kompania A
- kompania B
- kompania C
- kompania D
- kompania E dołączona do 215 BSB

## Kampanie
I wojna światowa
- Saint-Mihiel
- Lorraine 1918

II wojna światowa
- Normandia
- Północna Francja
- Nadrenia
- Ardeny-Alzacja
- Europa Środkowa

Wietnam
- Obrona
- Kontrofensywa
- Kontrofensywa, faza II
- Kontrofensywa, faza III
- Kontrofensywa Tết
- Kontrofensywa, faza IV
- Kontrofensywa, faza V
- Kontrofensywa, faza VI
- Tết 69 / Kontrofensywa
- Lato-jesień 1969
- Zima-wiosna 1970
- Kontrofensywa, faza VII[1]

## Wyróżnienia
- Presidential Unit Citation (Army)
  - haftowana wstęga DEFENSE OF KOREA
- Meritorious Unit Commendation
  - haftowana wstęga KOREA 1951
  - haftowana wstęga SOUTHWEST ASIA 1990-1991
- Army Superior Unit Award
  - haftowana wstęga 1989-1990
- Philippine Republic Presidential Unit Citation
  - haftowana wstęga 17 OCTOBER 1944 TO 4 JULY 1945
- Republic of Korea Presidential Unit Citation
  - haftowana wstęga PYONGTAEK
  - haftowana wstęga KOREA 1952-1953[3]